# Tekovská Breznica
Tekovská Breznica (allemand : Bresnitz an der Gran, hongrois : Barsberzence) est un village de Slovaquie situé dans la région de Banská Bystrica.

## Histoire
Première mention écrite du village en 1276.

## Démographie

### Évolution de la population
| Année:               | 1994. | 2004.   | 2014.   | 2024.   |
| -------------------- | ----- | ------- | ------- | ------- |
| Nombre de personnes: | 1355  | 1295    | 1247    | 1201    |
| Différence:          |       | -4,42 % | -3,70 % | -3,68 % |

| Année:               | 2023. | 2024.   |
| -------------------- | ----- | ------- |
| Nombre de personnes: | 1199  | 1201    |
| Différence:          |       | +0,16 % |